# Ioupout (grand prêtre d'Amon)
Pour les articles homonymes, voir Ioupout.
Ioupout est le premier grand prêtre d'Amon à Thèbes de la XXIIe dynastie sous le règne de son père le roi Sheshonq Ier. 

## Généalogie
Il est le fils du pharaon Sheshonq Ier, le nom de sa mère est inconnue, il s'agit peut-être de la reine Karoma Ire. D'une épouse inconnue, il a une fille nommée Nesikhonsoupakhéred, qui épouse Djedkhonsouiouefânkh, quatrième prêtre d'Amon à Thèbes.

## Biographie
Son père Sheshonq Ier, dès son arrivée sur le trône, souhaite contrôler au mieux le territoire égyptien et organise donc un système d'apanage dans lequel les principaux postes territoriaux sont confiés directement à des fils royaux, et, lorsque ces fils royaux meurent, ils ne sont pas remplacés dans leurs charges par leurs propres fils mais par les fils du roi régnant.
C'est dans ce cadre-là que Ioupout devient généralissime du Sud et grand prêtre d'Amon à Thèbes en succédant à Psousennès III, dernier grand prêtre de la XXIe dynastie. Et c'est également dans ce cadre-là qu'il est remplacé dans cette charge, pendant le règne de son frère le roi Osorkon Ier, par le fils de ce dernier Sheshonq.
Il s'est fait construire un cénotaphe à Abydos, dont certains reliefs représentent des scènes du Livre de l'Amdouat.